# Distrito General de la Rusia Blanca
El Distrito General la Rusia Blanca (en alemán: Generalbezirk Weissruthenien) fue una de las cuatro subdivisiones administrativas del Reichskommissariat Ostland, el régimen de ocupación civil de 1941-1945 establecido por la Alemania nazi para la administración de los tres países bálticos (Estonia, Letonia y Lituania) y la parte occidental de la RSS de Bielorrusia.

## Organización y estructura
El Generalbezirk Weissruthenien se organizó formalmente el 1 de septiembre de 1941 en el territorio de la Bielorrusia ocupada por los alemanes (incluida Bielorrusia Occidental, anteriormente regiones de Vilna y Novogrúdok de los territorios orientales polacos anexados por la Unión Soviética), que hasta entonces había estado bajo la administración militar del Grupo de Ejércitos Centro de la Wehrmacht. La capital del Generalbezirk Weissruthenien era Minsk. El 1 de abril de 1944, el Generalbezirk Weißruthenien fue separado del Reichskommissariat Ostland y quedó subordinado directamente al Ministerio del Reich para los Territorios Ocupados del Este.

## Divisiones administrativas

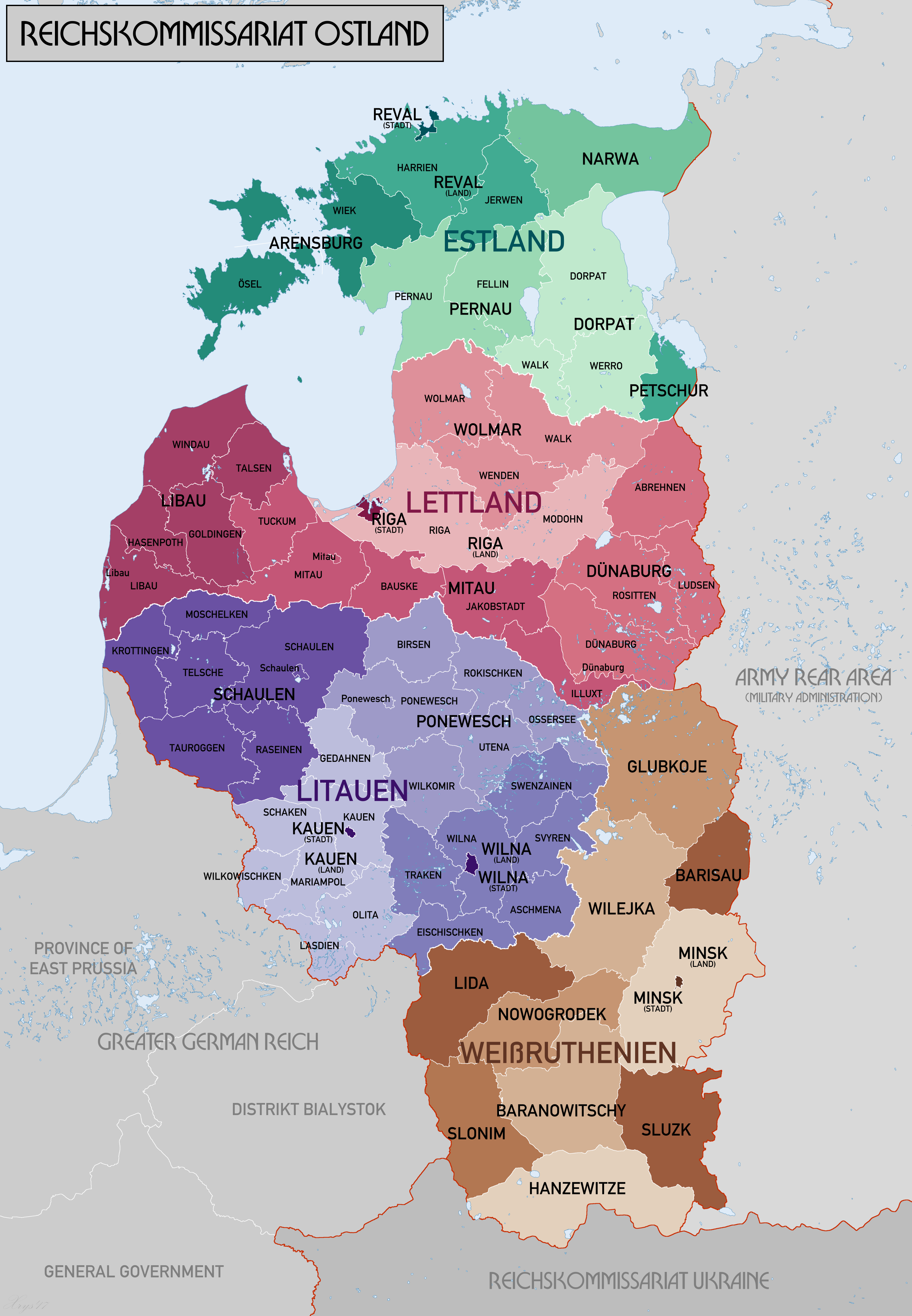
Mapa del Generalbezirk Weissruthenien (en tonos marrones) dentro del Reichskommissariat Ostland.

El Generalbezirk Weissruthenien se subdividió en Gebiete (áreas). Según diferentes fuentes, tenía desde tan solo 9 hasta 39 subdivisiones de este tipo, algunas de ellas planificadas, pero que nunca pasaron de la administración militar a la civil. Éstos debían estar subordinados a cuatro o cinco Hauptgebiete (áreas principales) con sede en Baránavichi, Minsk, Maguilov, Vítebsk y posiblemente Smolensk.

## Administración civil y policial
La administración civil estaba dirigida por un Generalkommissar (Comisario General) designado directamente por Adolf Hitler, y que informaba al Reichskommissar de Ostland Hinrich Lohse, con sede en Riga. Además, los asuntos policiales y de seguridad eran supervisados por un líder de las SS y la policía (SSPF) designado directamente por el Reichsführer-SS Heinrich Himmler, y que reportaba al Jefe de Policía y SS (SS- und Polizeiführer) Ostland und Russland-Nord en Riga, el SS- Gruppenführer Hans-Adolf Prützmann hasta el 1 de noviembre de 1941, y al SS-Obergruppenführer Friedrich Jeckeln hasta el 1 de abril de 1943. En ese momento, la jurisdicción se transfirió al SS- und Polizeiführer Russland Mitte (Rusia Central) encabezada por el SS-Obergruppenführer Erich von dem Bach-Zelewski hasta el 21 de junio de 1944, y al SS-Gruppenführer Curt von Gottberg a partir de esa fecha.
- Generalkommissar: Wilhelm Kube (17 de julio de 1941 - 22 de septiembre de 1943). El 22 de septiembre de 1943, Kube fue asesinado por una bomba colocada en su casa por un partisano soviético. Fue sucedido por el Jefe de policía y SS, el SS-Gruppenführer Curt von Gottberg (22 de septiembre de 1943 - 1 de agosto de 1944).[6]
- Jefes de policía y SS: el SS-Gruppenführer Jakob Sporrenberg (21 de julio - 14 de agosto de 1941); el SS-Brigadeführer Carl Zenner (14 de agosto de 1941 - 22 de mayo de 1942); el SS-Oberführer Karl Schäfer (22 de mayo - 21 de julio de 1942); el SS-Gruppenführer Curt von Gottberg (21 de julio de 1942 - 22 de septiembre de 1943); el SS-Standartenführer Erich Ehrlinger (22 de septiembre de 1943 - 1 de abril de 1944).[7]

## Holocausto
Artículo principal: Holocausto en Bielorrusia
No se dispone de datos demográficos precisos sobre la población judía del GkWR en agosto de 1941, pero es probable que hubiera más de 300.000 judíos. Decenas de miles de refugiados judíos habían llegado del centro y oeste de Polonia en el otoño de 1939, pero muchos de ellos fueron deportados hacia el interior de la URSS antes de junio de 1941. Otra cifra desconocida es el número de judíos que fueron evacuados o huyeron a tiempo o fueron reclutados en el Ejército Rojo. A modo de ejemplo, de los 70.998 judíos registrados en Minsk en 1939, se estima que unos 55.000 permanecían cuando los alemanes invadieron el 28 de junio de 1941. En 1944, se estima que aproximadamente 800.000 judíos bielorrusos, o alrededor del 90% de la población judía de Bielorrusia, fueron asesinados.
Tras la invasión alemana, los escuadrones de la muerte nazis del Einsatzgruppe B comenzaron inmediatamente el asesinato sistemático de judíos. Tras una ola masiva de matanzas entre mediados de mayo y finales de julio de 1942, el Generalkommissar informó que en diez semanas se habían liquidado 55.000 judíos. Sólo en los distritos de Baranowicze y Hansewitschi aún quedaban por llevarse a cabo operaciones de tal magnitud, especialmente en Baranowicze, donde permanecían unos 10.000 judíos. La fuga de hasta 20.000 judíos de los guetos hacia los partisanos obligó a los alemanes a acelerar la liquidación de los guetos. En la primavera de 1943, los guetos permanecían sólo en unos pocos lugares, incluidos Minsk, Lida, Nowogródek y Głębokie. En octubre de 1943, el gueto de Minsk, el más grande de la Unión Soviética ocupada por los nazis, fue el último en ser liquidado en el GkWR, y casi todos sus casi 100.000 detenidos murieron.

## Disolución
El 29 de junio de 1944, el Ejército Rojo lanzó la ofensiva de Minsk y, el 3 de julio, Minsk cayó. El 1 de agosto, la administración de aquellas partes de Bielorrusia que aún estaban bajo ocupación alemana volvió a ser una administración militar bajo el Grupo de Ejércitos Centro y el Generalbezirk Weissruthenien dejó efectivamente de existir. Gottberg fue transferido a las Waffen-SS para convertirse en comandante del XII Cuerpo de las SS.